# Livio Vacchini

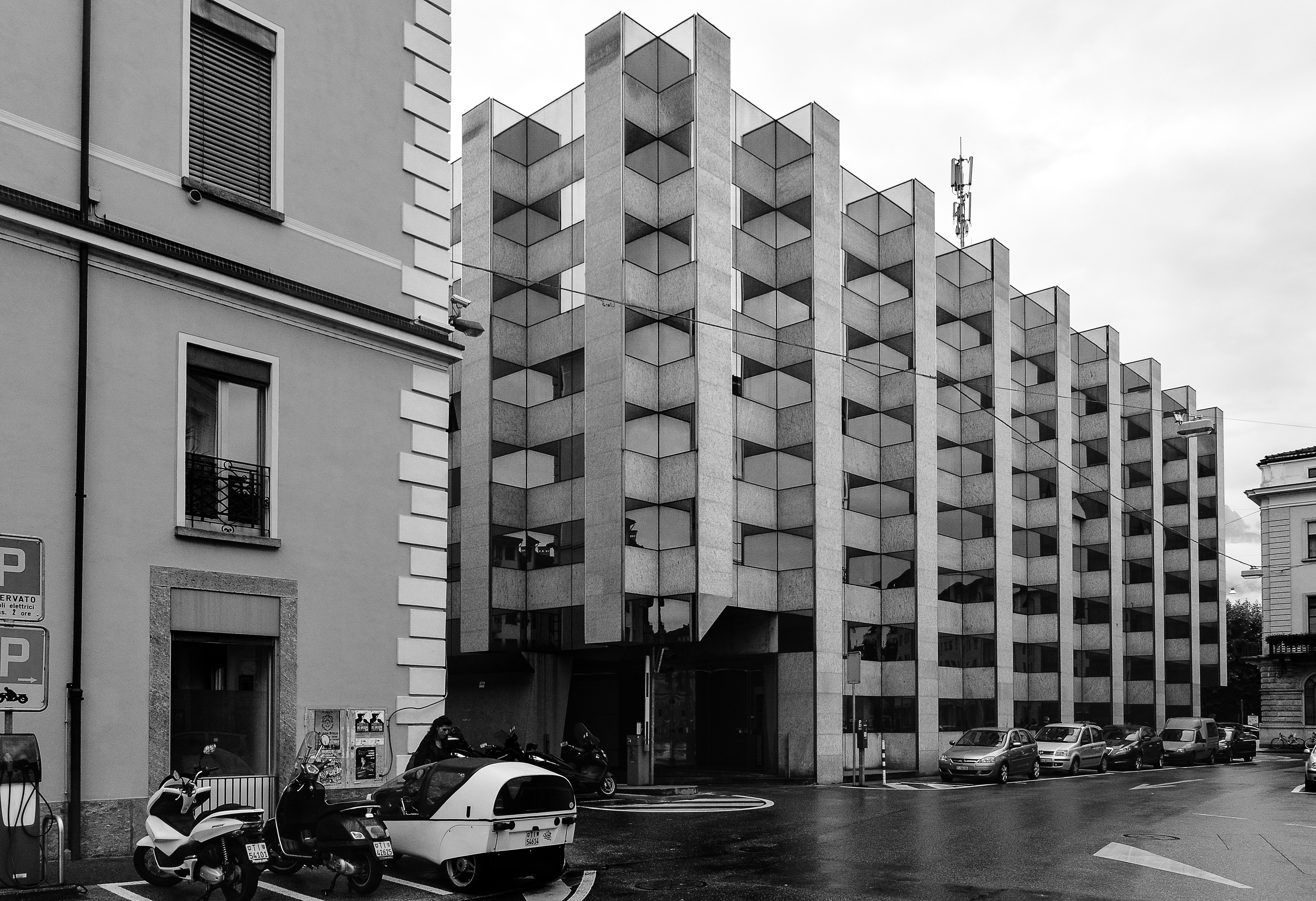
Edificio postale, Locarno

Livio Vacchini (Locarno, 27 febbraio 1933 – Basilea, 2 aprile 2007) è stato un architetto svizzero.

## Biografia
Diplomato al Politecnico federale di Zurigo nel 1958.
Dopo varie esperienze professionali a Stoccolma e Parigi, fra il 1959 e il 1961 rientra a Locarno dove inizia a collaborare con Luigi Snozzi sino al 1971. Nel 1969 apre il proprio studio di architettura Studio Vacchini architetti. 
Professore invitato al Politecnico federale di Zurigo nel 1976 e alla Facoltà di architettura di Milano nel 1982. 
Dal 1980 al 1985 diviene membro della commissione di protezione dei monumenti storici.
Dal 1995 al 2001 collabora con l'architetto Silvia Gmür, con studi di architettura a Basilea e Locarno.
Nel 1997 riceve il Premio Beton per la palestra a Losone e nel 2005 il "Die Besten 03" Swiss Television SF DRS/Hochparterre and Steel European Award per la Ferriera a Locarno.
Dal 1998 collabora con la figlia Eloisa.
Il suo libro "Capolavori" è stato pubblicato in Francia nell'ottobre del 2006 da Editions du Linteau; la versione italiana è uscita nel maggio del 2007, pubblicata da Umberto Allemandi Editore.

## Opere principali
Scuole
- 1972 - 1978: Scuola elementare Ai Saleggi, Locarno

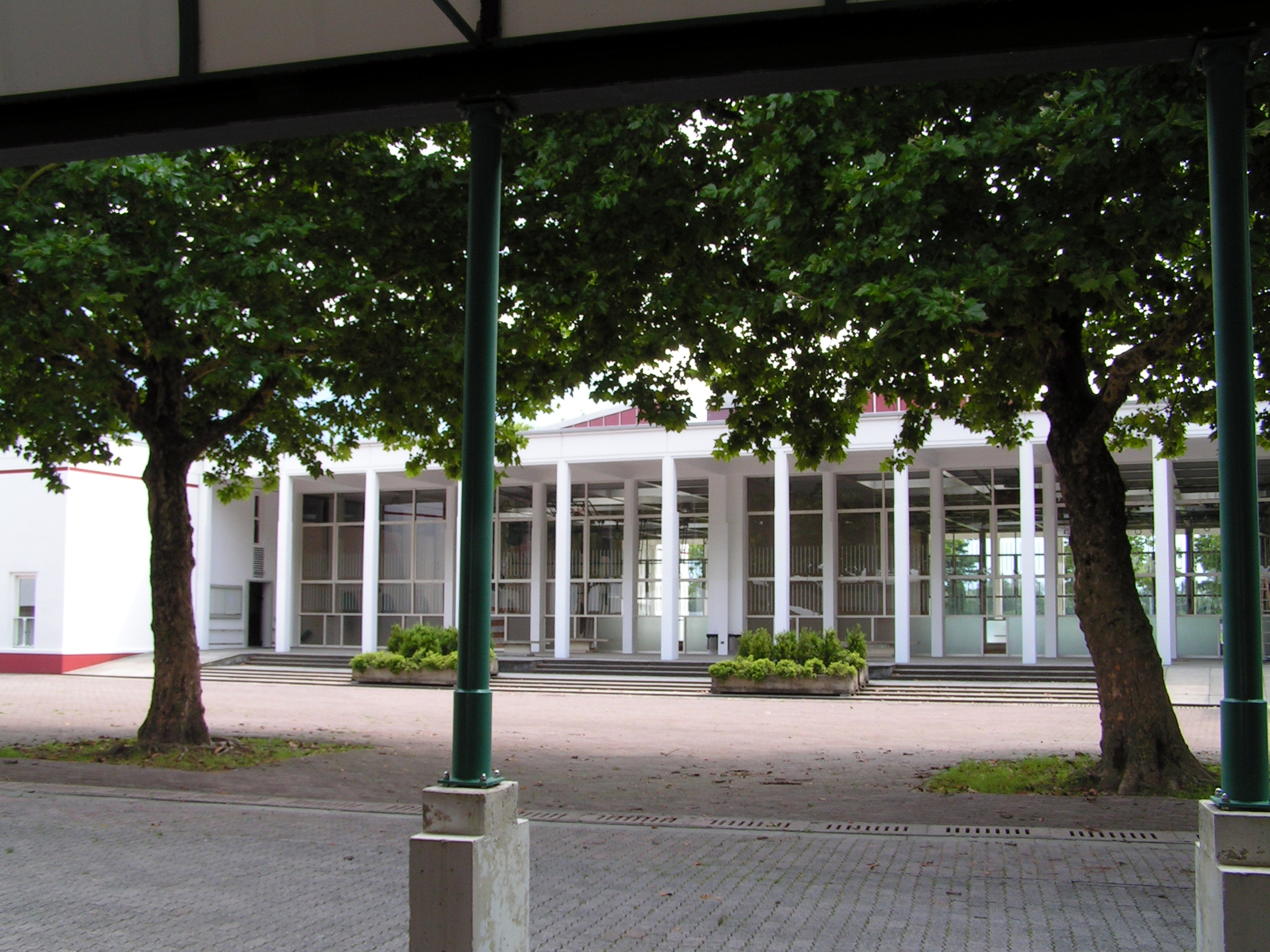
Locarno

- 1973 - 1975: Scuola media, Losone, con Aurelio Galfetti

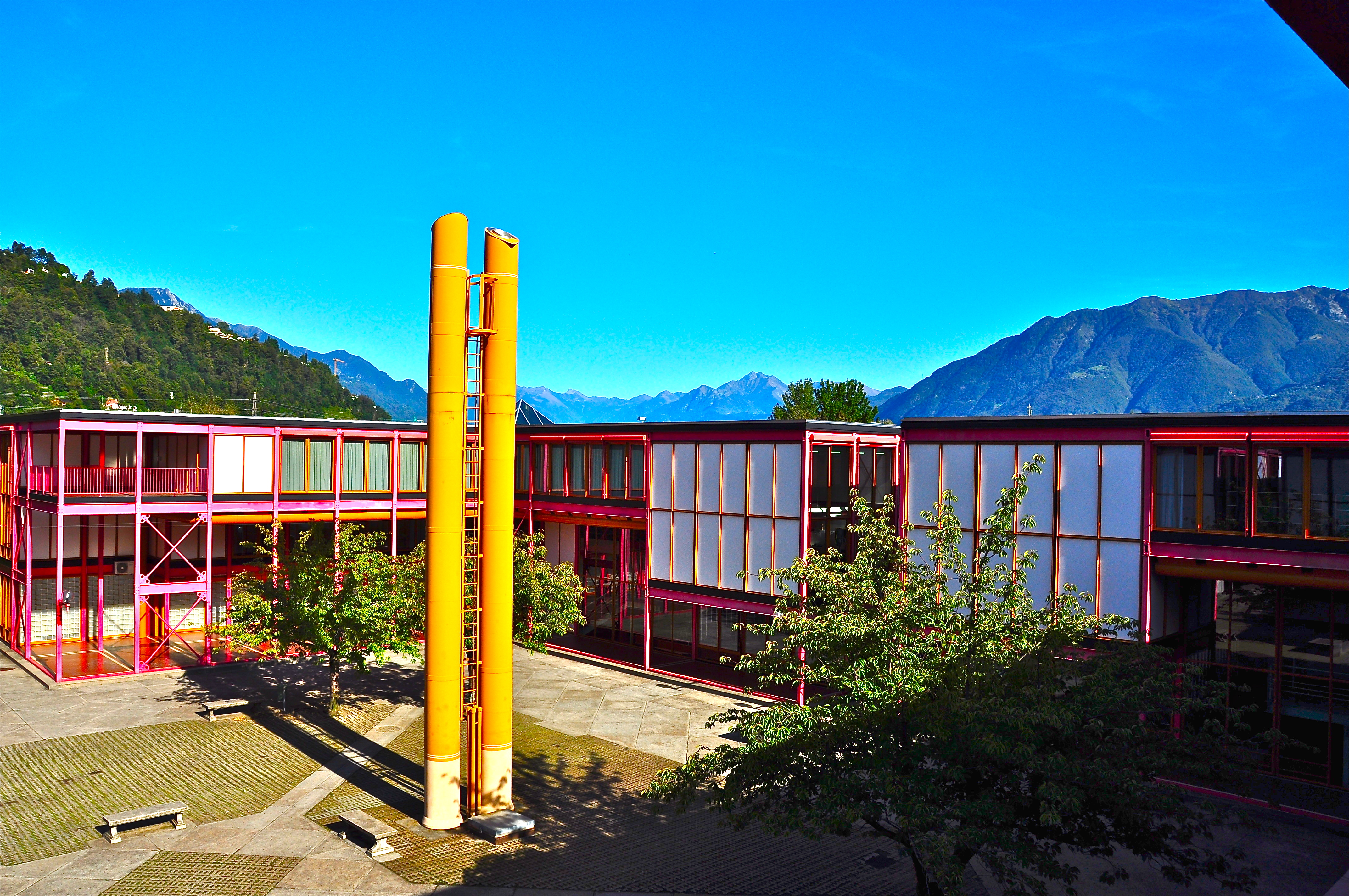
Scuola Media Losone - cortile

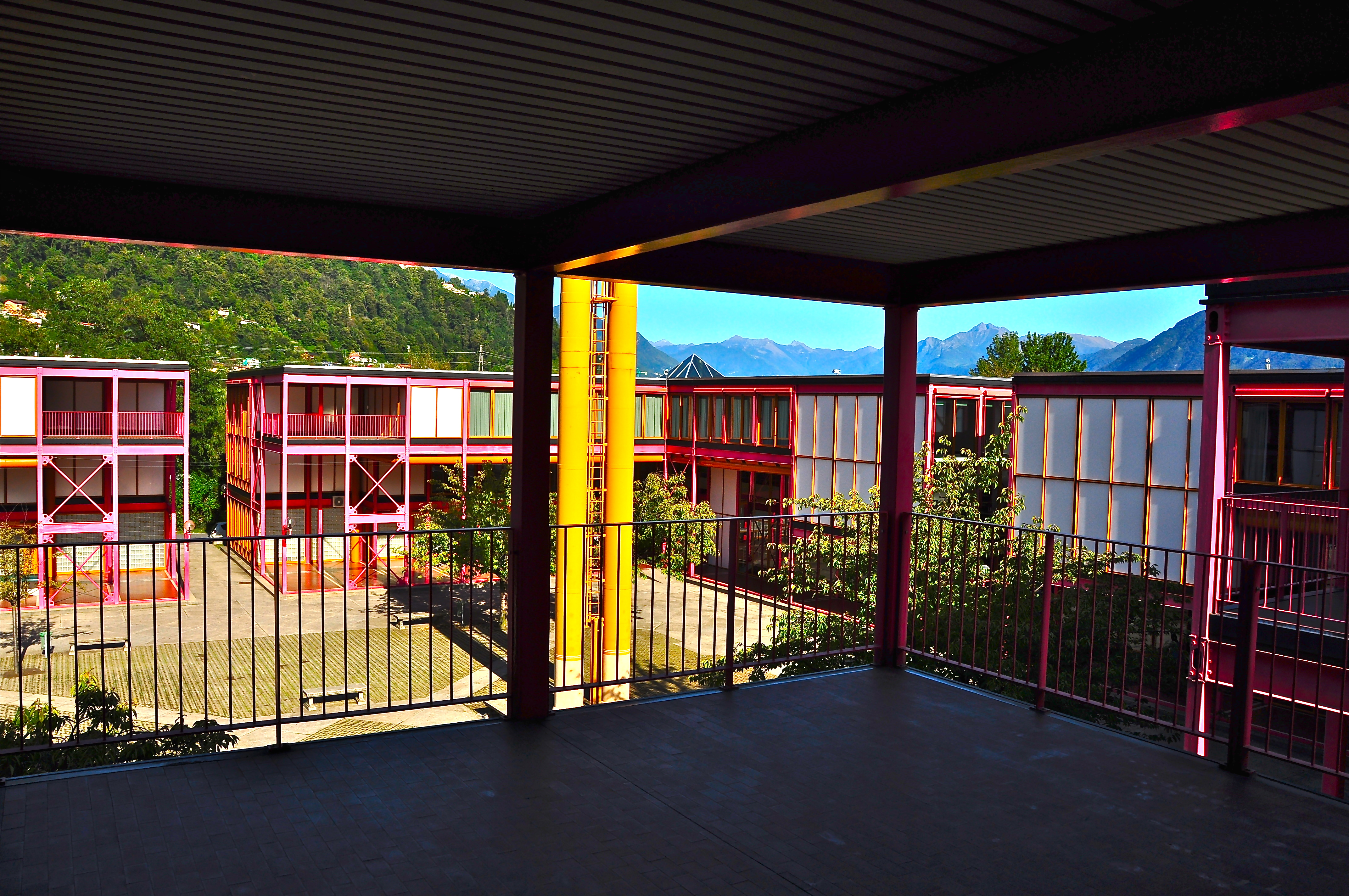
Scuola Media Losone

- 1979 - 1984: Scuola elementare Collina d'Oro, Montagnola
- 1994 - 1995: Scuola di architettura a Nancy, Francia
- 2004 - 2008: Scuola media, Bellinzona
- 2004: Progetto per il Learning Center EPFL Losanna

Edifici pubblici
- 1964 - 1965: Edificio amministrativo Fabrizia, con Luigi Snozzi
- 1973 - 1975: Edificio Macconi, Lugano
- 1984 - 1985: Progetto per un centro commerciale a Locarno
- 1992 - 1995: Nuovo edificio postale di Locarno
- 1995 - 1998: C.P.I. Centro dei servizi comunali, Locarno
- 1997 - 1999: Banca dello Stato del Cantone Ticino, Brissago
- 1999 - 2000: Progetto per il nuovo municipio di Nizza, Francia
- 2000 - 2003: Edificio amministrativo e commerciale La Ferriera, Locarno
- 2002: Progetto per il nuovo centro della polizia cantonale, Giubiasco
- 2004: Progetto per il nuovo Palazzo dei Congressi Campo Marzio, Lugano
- 2005 - 2006: Progetto per il nuovo Centro dei Congressi a Zurigo

Edifici privati
- 1964 - 1965: Casa Snider, Verscio, con Luigi Snozzi
- 1984 - 1985: Casa Fumagalli, Ascona
- 1984 - 1985: Casa Rezzonico, Vogorno
- 1991 - 1992: Casa Vacchini, Costa
- 1992 - 1993: Appartamenti e negozi in Rue Albert, Parigi
- 1992 - 1995: Casa di appartamenti Aurora, Lugano
- 1995 - 1998 : 3 case a Beinwil am See
- 2000: Ampliamento casa Vögelbach, Kandern, Germania
- 1999 - 2002: Casa Rossi, Pianezzo
- 2000 - 2003: Casa Vittoria, Carona
- 2001 - 2005: Casa Koerfer, Ronco s.Ascona
- 2005 - 2008 : Casa di appartamenti La Fenice, Ascona

Strutture per lo sport
- 1995 - 1997: Palestra, Losone
- 2005 - 2009 : Centro sportivo, Mülimatt
- 2006: Progetto per una palestra a Sursee
- 2007: Progetto per una palestra tripla a Chiasso

Ospedali
- 1995 - 1998: Ampliamento ospedale cantonale di Coira, con Silvia Gmür
- 1995 - 2003: Ampliamento ospedale cantonale Basilea, con Silvia Gmür
- 2000: Ristrutturazione ospedale di Breitenbach, con Silvia Gmür

Altre opere
- 1971: Festival internazionale del Film, Piazza Grande, Locarno
- 1980 - 1986: Lido, Ascona
- 1996 - 1999: Piazza del Sole, Bellinzona
- 2003 - 2010 : Centro cantonale di termovalorizzazione dei rifiuti, Giubiasco

## Premi
- 1997 : Premio Beton per la palestra di Losone
- 2005 : Premio europeo per le costruzioni in acciaio, per La Ferriera a Locarno
- 2005 . Premio SF RDS e Hochparterre "Die Besten '03" per La Ferriera a Locarno

## Scritti dell'architetto
- Livio Vacchini, "Lunga vita a Tikal!", Il giornale dell'architettura 51, maggio 2007, pp. 1, 8 (da/from: Livio Vacchini, Capolavori, Umberto Allemandi & C., Torino 2007)

- Livio Vacchini, Capolavori, Umberto Allemandi & C., Torino 2007